# Голиаф (самоходная мина)

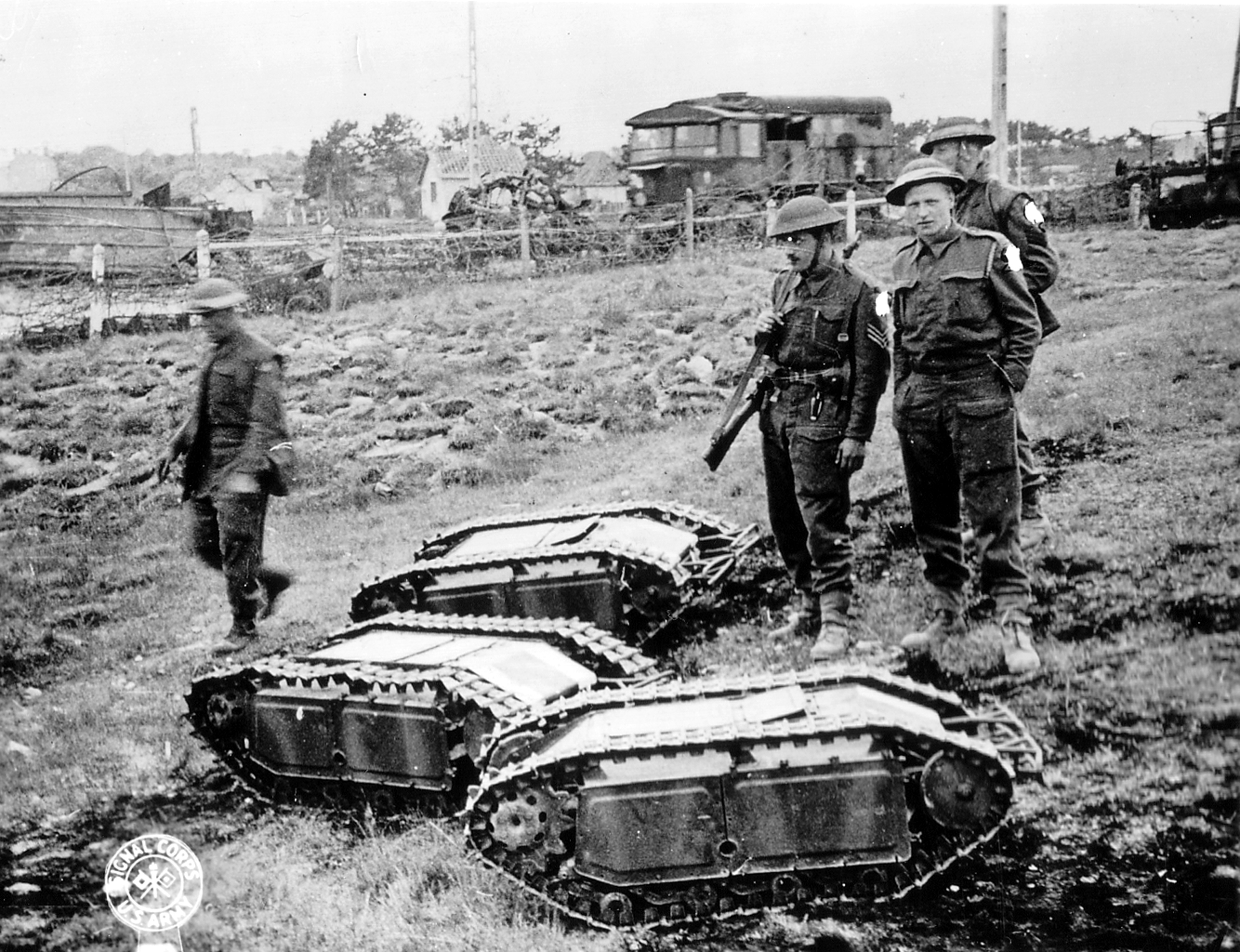
Британские солдаты с захваченными немецкими самоходными минами «Голиаф»

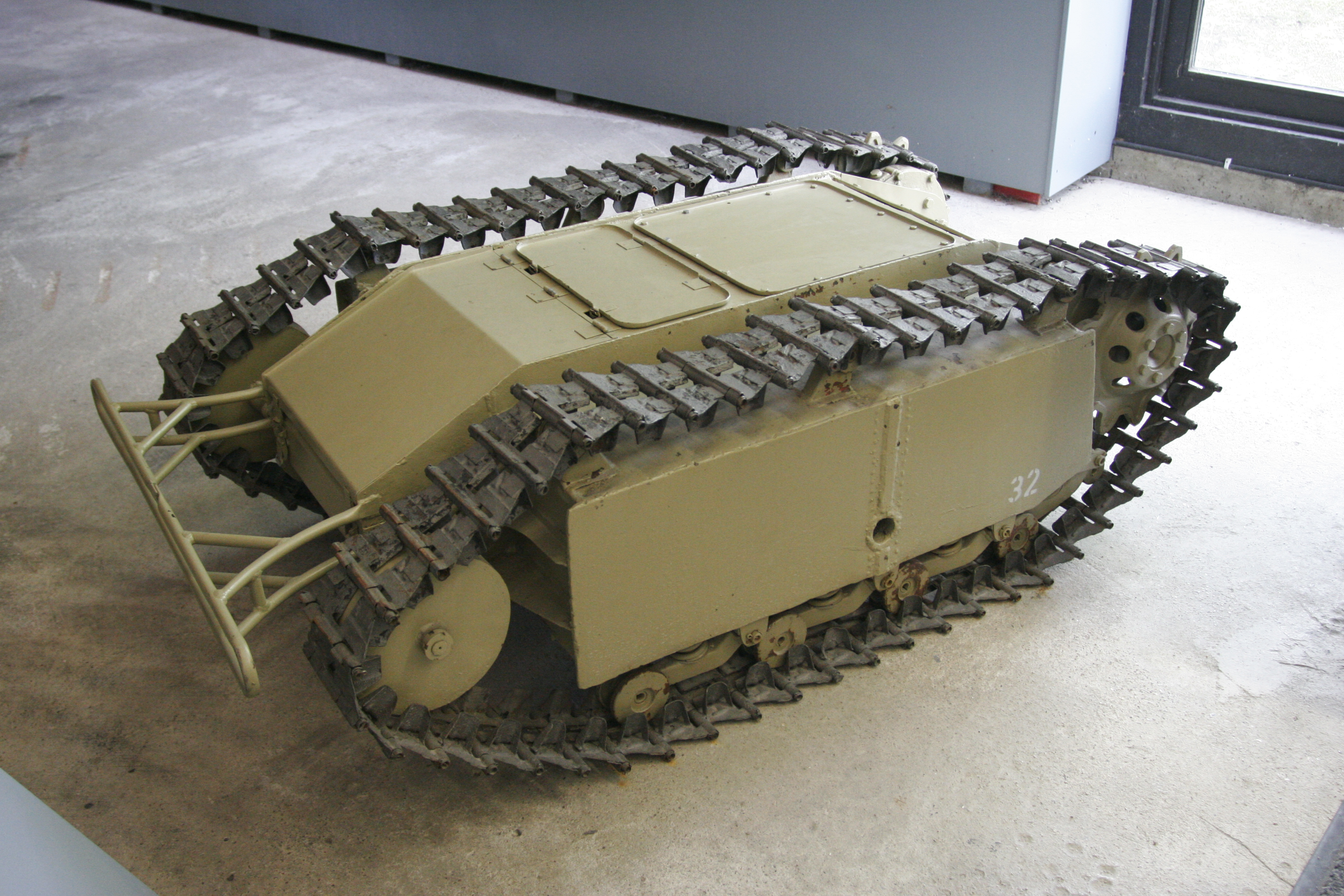
Самоходная мина «Голиаф» Sd.Kfz. 302

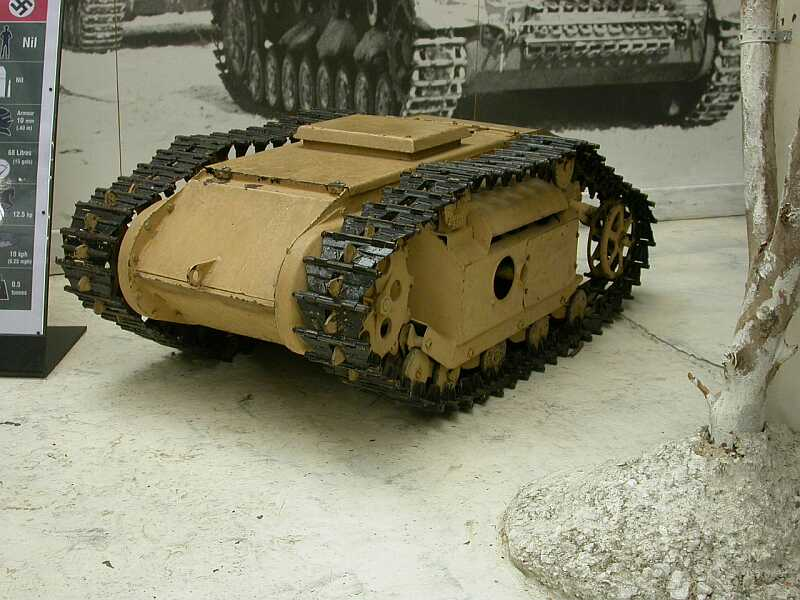
Самоходная мина «Голиаф» Sd.Kfz. 303

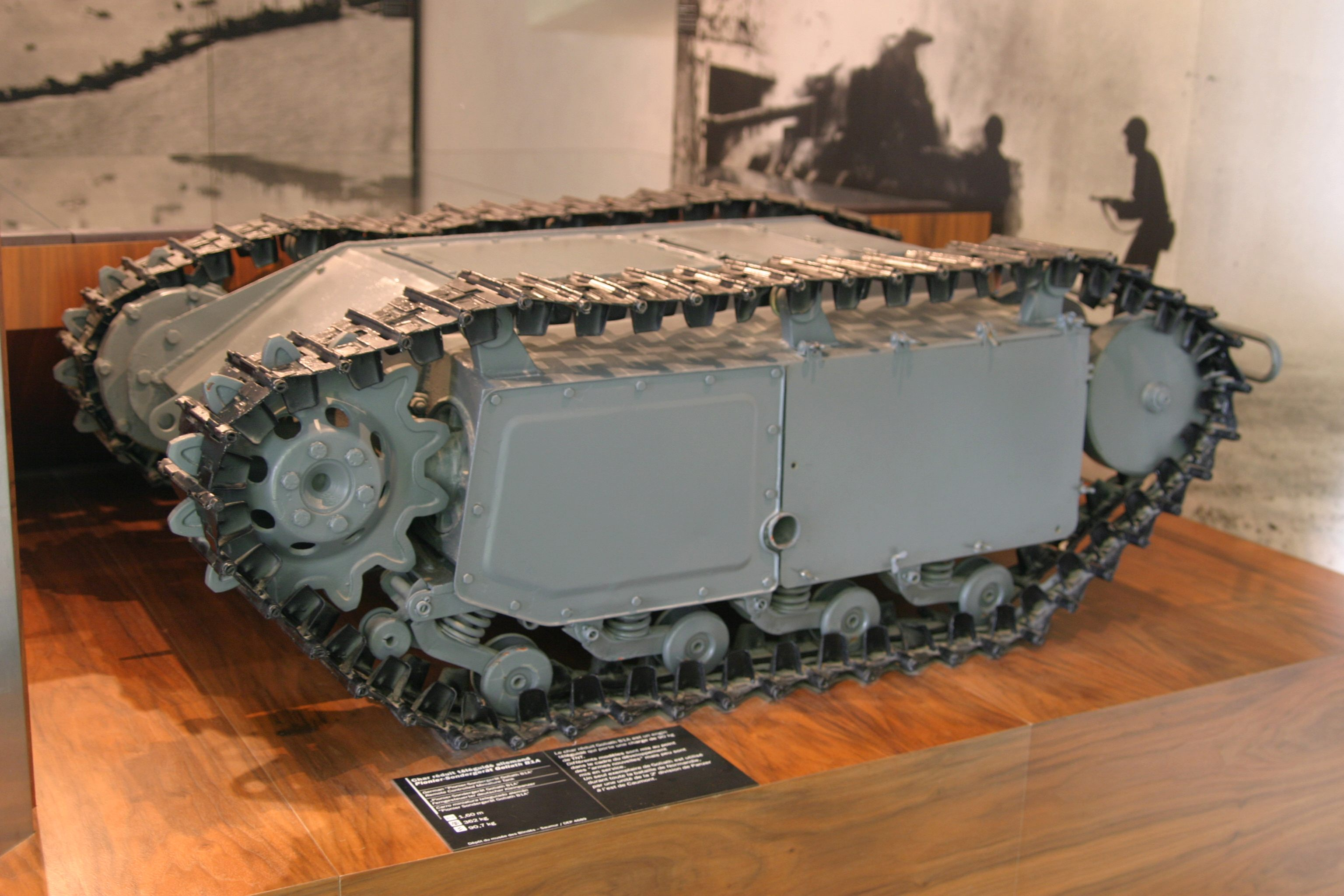
Подвеска самоходной мины «Голиаф» Sd.Kfz. 302

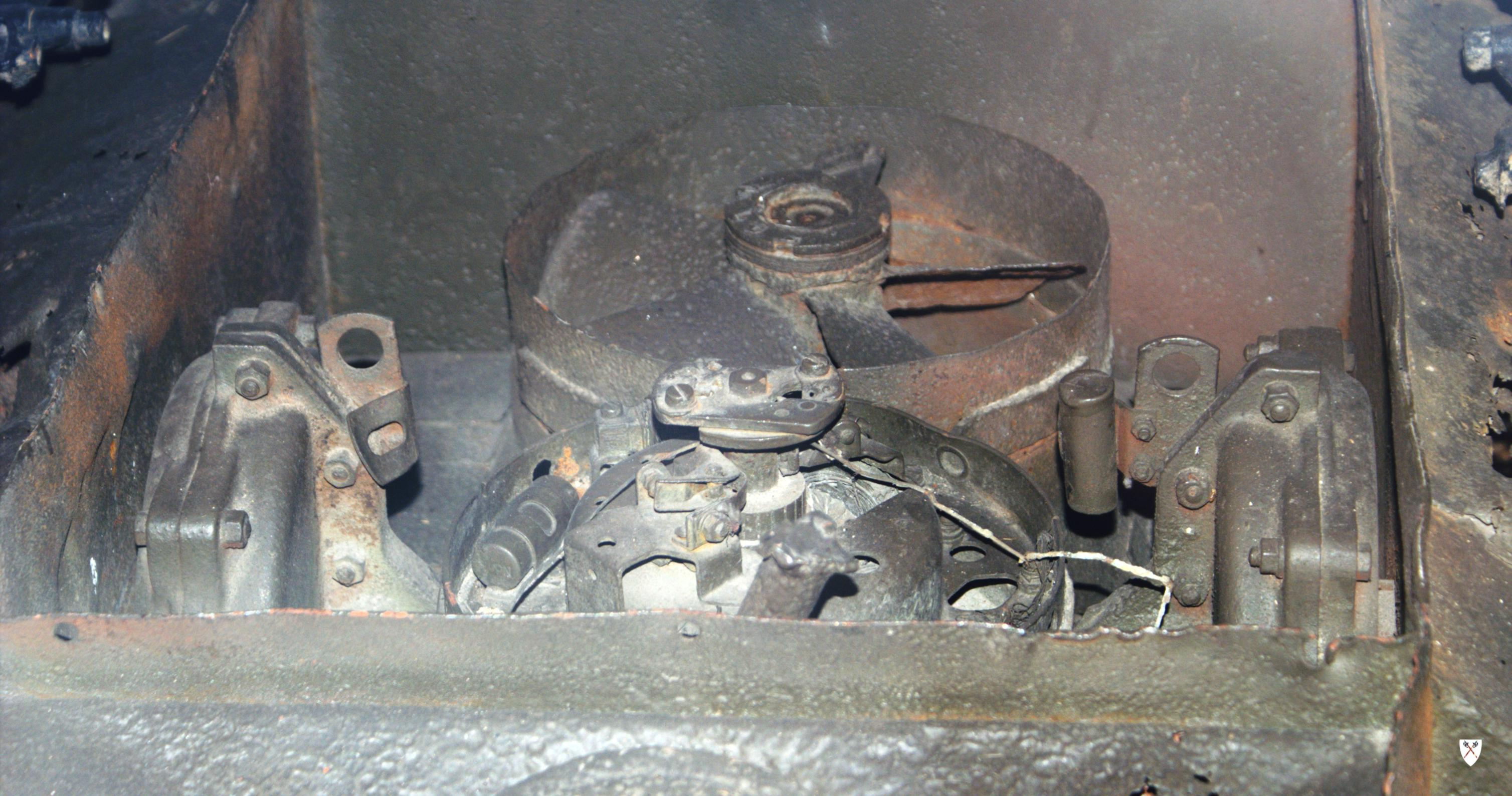
Бензиновый двигатель

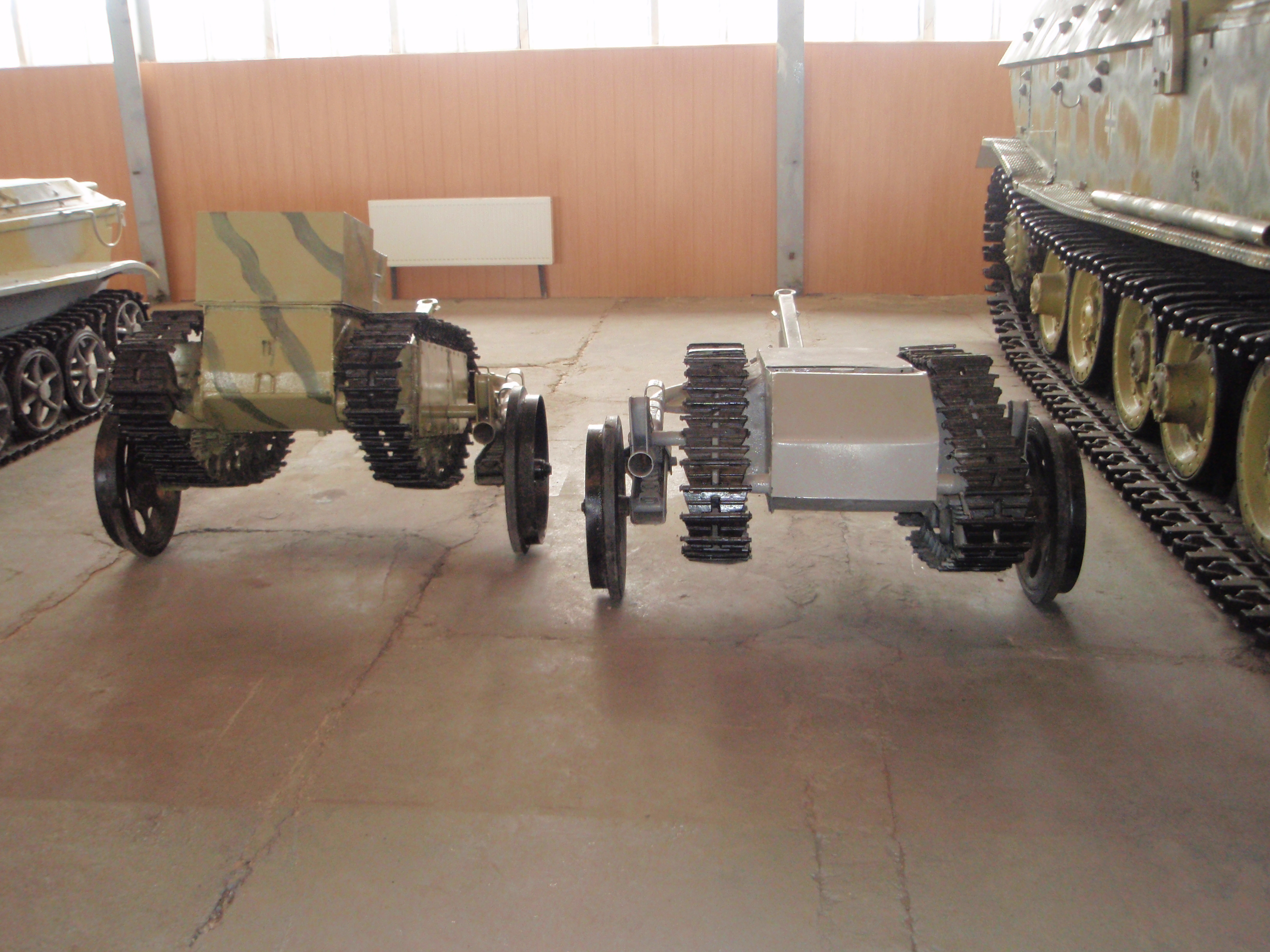
Немецкий лёгкий лафет-носитель мины «Голиаф»

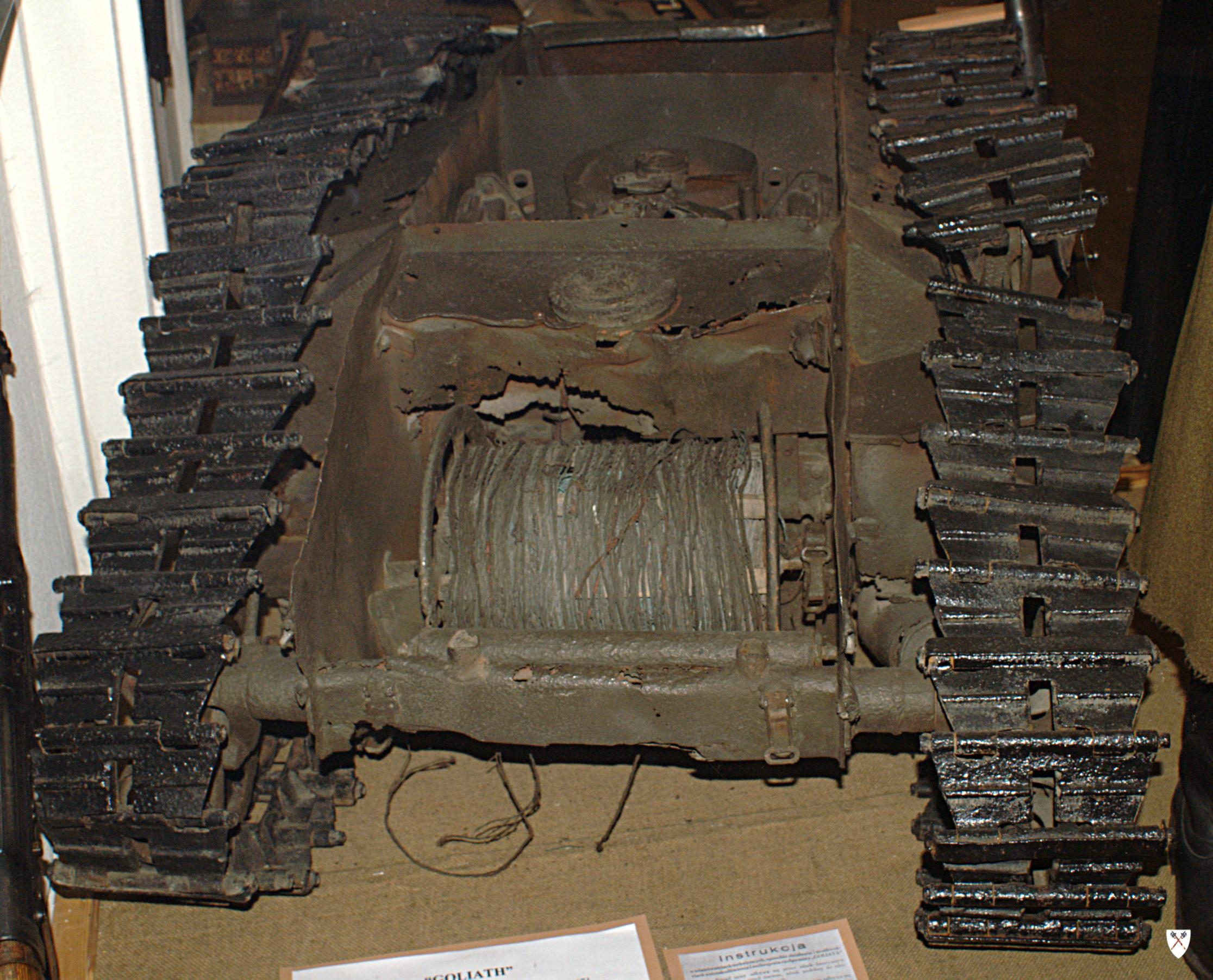

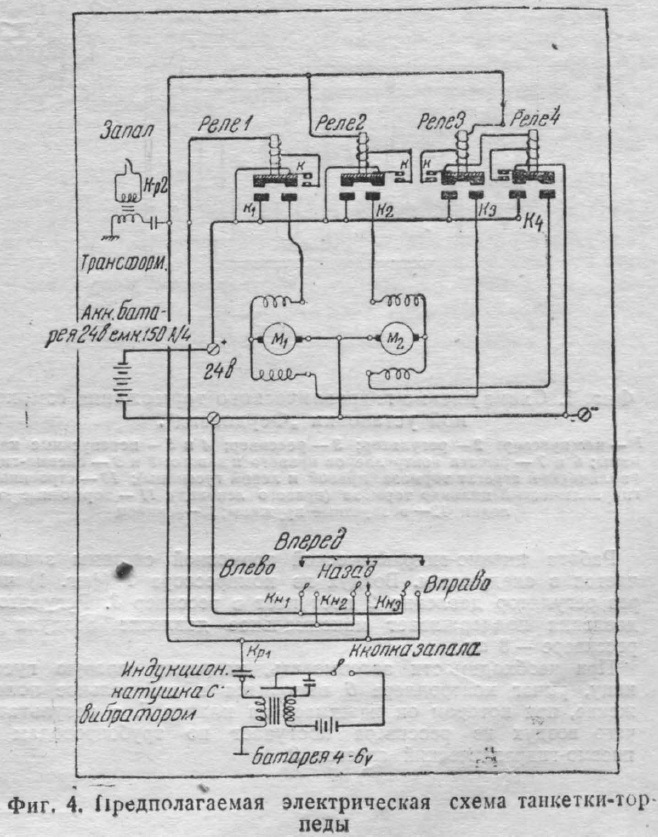
Предполагаемая электросхема самоходной мины «Голиаф» Sd.Kfz. 302. НИБТ Полигон, 1944 год

Самоходная мина-танкетка «Голиаф» (нем. Sonderkraftfahrzeug, сокр. Sd.Kfz. — спецмашина) — немецкая наземная гусеничная самоходная мина периода Второй мировой войны. Танкетка без экипажа, управляемая по проводy на расстоянии. Выпускалась в различных вариациях под модельными номерами Sd.Kfz. 302, 303, 303a, 303b.

## Применение
В период Второй мировой войны гусеничные мины-танкетки серийно производились лишь в нацистской Германии, где машины данного типа получили достаточно широкое распространение. В течение войны Вермахт использовал три типа таких дистанционно управляемых танка-подрывника: легкий «Голиаф» (Sd.Kfz. 302/303a/303b), средний «Springer» (Sd.Kfz. 304) и тяжёлый «Borgward IV» (Sd.Kfz. 301). Машины подобного типа использовались для борьбы с танками и укреплениями противника, в частности, известно их широкое применение для разрушения баррикад во время Варшавского восстания 1944 года.
Против РККА «Голиафы» впервые были применены летом 1943 года во время сражения на Курской дуге. В дальнейшем один из трофейных «Голиафов» был передан в состав организованной в 1943 году постоянной выставки трофейного вооружения в Москве (экспонировался под наименованием «германская танкетка-торпеда для борьбы с танками»). В дальнейший период войны интенсивность их применения на фронтах увеличивалась.

## Описание
Самоходная мина-танкетка «Голиаф» имела примерные размеры: 150×85×56 см. Конструкция несла 75—100 кг взрывчатых веществ и была предназначена для уничтожения танков, плотных пехотных формирований и разрушения зданий.
«Голиаф» был одноразовым, так как он предназначался для самоликвидации.
Сначала «Голиафы» использовали электрический двигатель, но поскольку они были дорогостоящими (3000 рейхсмарок) и их было трудно чинить, более поздние модели (известные как Sd.Kfz. 303) использовали более простой и более надёжный бензиновый двигатель мощностью 12 л. с.
Хотя в общей сложности было произведено 7564 «Голиафа», это оружие не считали успешным из-за высокой стоимости, низкой скорости (9,5 км/ч), низкой проходимости, уязвимости провода и тонкой брони (10 мм), которая была не в состоянии защитить самоходную мину от любой формы противотанкового оружия.
«Голиафы» поздних моделей стоили приблизительно 1000 рейхсмарок (Sd.Kfz. 302 приблизительно 3000 рейхсмарок) — для сравнения, 75-мм противотанковая пушка Pak 40 стоила 12 000 рейхсмарок.

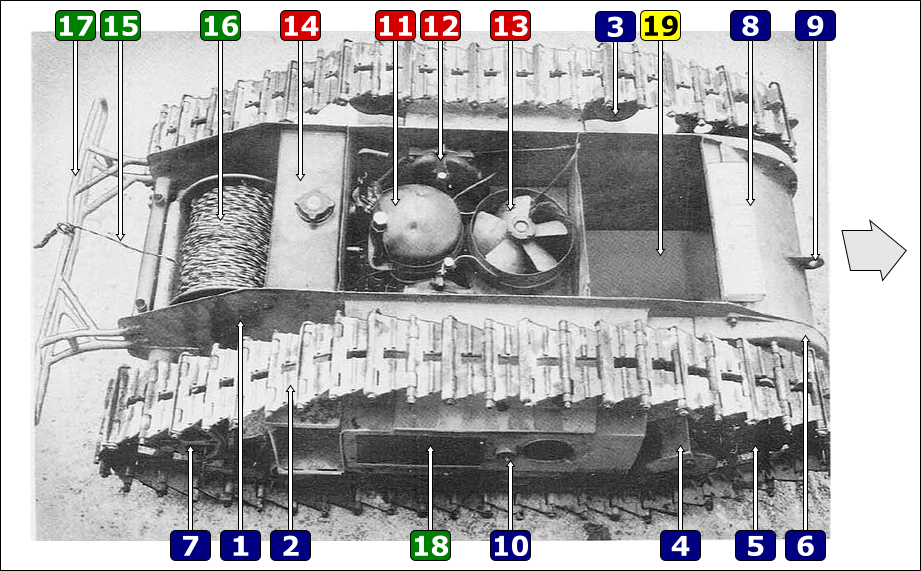
Sd.Kfz. 303, конструкция Голиафа со ссылками на отдельные структурные группы.

## ТТХ
|                          | «Goliath E» Sd.Kfz. 302 «Gerät 67»                       | «Goliath V»                                                                       | «Goliath V»                                                                       |
| Sd.Kfz. 303a «Gerät 671» | «Goliath E» Sd.Kfz. 302 «Gerät 67»                       | Sd.Kfz. 303b «Gerät 672»                                                          |                                                                                   |
| Общие данные             | Общие данные                                             | Общие данные                                                                      | Общие данные                                                                      |
| ------------------------ | -------------------------------------------------------- | --------------------------------------------------------------------------------- | --------------------------------------------------------------------------------- |
| Производители            | Borgward                                                 | Borgward, Zündapp & Zachertz                                                      | Borgward, Zündapp & Zachertz                                                      |
| Года производства        | апрель 1942 — январь 1944                                | апрель 1943 — сентябрь 1944                                                       | с ноября 1944                                                                     |
| Количество               | 2650                                                     | 4604                                                                              | 325                                                                               |
| Стоимость                | ~3000 RM                                                 | ~1000 RM                                                                          | ~1000 RM                                                                          |
| ТТХ                      |                                                          |                                                                                   |                                                                                   |
| Масса                    | 370 кг                                                   | 365 кг                                                                            | 430 кг                                                                            |
| Взрывчатые вещества      | 60 кг                                                    | 75 кг                                                                             | 100 кг                                                                            |
| Длина/ширина/высота      | 1,50 м / 0,85 м / 0,56 м                                 | 1,62 м / 0,84 м / 0,60 м                                                          | 1,63 м / 0,91 м / 0,62 м                                                          |
| Привод                   | 2 электродвигателя по 2,5 кВт (Bosch MM/RQL 2500/24 RL2) | 2-цилиндровый двухтактный двигатель; 703 см³ / 4500/мин, 12,5 л. с. (Zündapp SZ7) | 2-цилиндровый двухтактный двигатель; 703 см³ / 4500/мин, 12,5 л. с. (Zündapp SZ7) |
| Скорость                 | 10 км/ч                                                  | 10 км/ч                                                                           | 11,5 км/ч                                                                         |
| Топливо                  | не применяется                                           | 6 л                                                                               | 6 л                                                                               |
| Радиус действия          | 0,8—1,5 км                                               | 6—12 км (6—8 км по бездорожью)                                                    | 6—12 км (6—8 км по бездорожью)                                                    |
| Клиренс                  | 11,4 см                                                  | 16 см                                                                             | 16,8 см                                                                           |
| Преодолеваемый ров       | 60 см                                                    | 85 см                                                                             | 100 см                                                                            |
| Броня (передняя)         | 5 мм сталь                                               | 10 мм сталь                                                                       | 10 мм сталь                                                                       |

## Оценка и испытания Голиафа Sd.Kfz. 302 в СССР
В 1943 году на НИБТ полигон ГБТУ КА поступила для изучения и испытания самоходная мина «Голиаф» Sd.Kfz. 302 (там она была названа просто «немецкая танкетка-торпеда»). Причём специалисты считали её средством специально разработанным именно для борьбы с советскими танками.
По результатам обследования указывались следующие характеристики: масса взрывчатого вещества оценивалась в 70 кг, а общий вес танкетки с зарядом — около 200 кг. Длина опорной части гусеницы — 800 мм (удельное давление на грунт — 0,1 кг/см²), а возможная скорость движения — до 20 км/ч. Корпус танкетки изготовлен в основном из 1 — 2 мм стальных листов. Каждая гусеница состоит из 48 траков, штампованных из 2 мм стального листа — на полигон попала поздняя версия «Голиафа» со штампованными траками. Ранние машины имели литые траки из алюминиевого сплава. Потребляемый ток — 170 А. Передаточное число от электромоторов к ведущим колёсам 1:4.

В распоряжение советских специалистов попала машина без дистанционного пульта, и им пришлось самостоятельно изготовить его замену. Кроме изучения немецкой электрической схемы торпеды (специалисты посчитали, что у машины отсутствуют некоторые её части), на НИБТ предложили и свою, упрощённую электрическую схему управления танкеткой.
«Танкетка-торпеда управляется с дистанционного пульта, связанного с танкеткой трёхжильным проводом длиною 250 м. Провод намотан на катушку, находящуюся в кормовой части танкетки. По мере удаления танкетки от пульта провод с катушки сматывается.

Взрывчатое вещество помещается в центральной части танкетки и занимает большую её часть».
В журнале «Вестник танковой промышленности» специалисты НИБТ дают следующую заключительную характеристику (при этом следует иметь в виду, что испытания проходила захваченная, частично некомплектная машина и некоторые суждения могут быть ошибочными, так как одноразовая машина-смертник имела очень ограниченный ресурс):
«Танкетки-торпеды могут применяться для нападения на танки из засад, чаще всего у дорог.

Однако эффективность такой танкетки-торпеды оказалась низкой. При клиренсе всего в 160 мм* она повсюду наталкивается на непреодолимые препятствия (камни, поленья дров и пр.). Запаса электроэнергии у неё хватает всего на 5-8 минут движения. Попасть такой торпедой под движущийся танк трудно даже с расстояния 100—150 м.»
* в данном случае клиренс определён от бортовых ящиков. Основной корпус «Голиафа» имел клиренс ещё меньший.

## Отражение в культуре и искусстве
- Кадры с его участием показаны в эпизоде фильма «Канал» (Польша, 1957), посвящённом Варшавскому восстанию.
- Кадры с его участием показаны в эпопее Ю. Озерова «Солдаты свободы» (фильм второй), в эпизоде, посвящённом Варшавскому восстанию.
- Кадры с его участием показаны в фильме «Город 44» (Польша, 2014), посвящённом Варшавскому восстанию.
- В серии игр «Company of Heroes» танкетка «Голиафы» используются как боевая единица Вермахта.
- Также можно встретить «Голиаф» в стратегии реального времени «В тылу врага: Штурм 2». Используется в качестве специального оружия Германии.
- В тактическом шутере «Sniper Elite 4» в ходе выполнения совместного задания на карте «Депо» «Голиаф» фигурирует как секретная разработка, которую нужно уничтожить.
- В стратегии «War Selection» — «Голиаф» доступен для производства при переходе во вторую промышленную революцию за Германию.
- В игре «War Thunder» «Голиаф» был доступен во время события «Важный рубеж», где он использовался как часть обороны.